# 蜘蛛侠：暗影之网
《蜘蛛侠：暗影之网》是一款基于漫威漫画角色蜘蛛人的动作冒险游戏。该游戏于2008年10月在多个平台（Microsoft Windows 、PlayStation 2、 PlayStation 3 、PlayStation Portable、 Wii、任天堂DS和Xbox 360）上发布。这是一款偽三維清版动作游戏，也是Treyarch开发的最后一款蜘蛛侠游戏。